# Acido canforico
Acido canforico, chiamato anche acido della canfora o acido destrocanforico  è un prodotto di ossidazione della canfora. Si presenta come lamine o prismi monoclini incolori, inodori, con sapore amarognolo. Fonde a 186,5-188 °C. Solubile in circa 160 parti di acqua fredda, in 20 di acqua bollente, solubilissimo nell'alcool con soluzione limpida ed incolora e nell'etere, insolubile in solfuro di carbonio. La soluzione acquosa e quella alcolica hanno reazione acida al tornasole.
È un antidrotico, antisettico, astringente. È adoperato specialmente nei sudori notturni dei tubercolotici. Si usa anche nelle cistiti, nelle affezioni delle vie respiratorie e come disinfettante sia intestinale che delle vie urinarie. Manca totalmente dell'azione analettica della canfora.

## Storia
L'acido canforico è stato studiato e isolato per la prima volta dal farmacista francese Nicolas Vauquelin nel XIX secolo. È stato solo nel 1893 che il tedesco Julius Bredt ne determinò la struttura. Nel 1904, il chimico finlandese Gustav Komppa fu il primo a riuscire a produrre acido canforico sintetico partendo dal dietil ossalato e dall'acido 3,3-dimetilpentanoico, dimostrando così la struttura della canfora.

## Chimica e preparazione
L'acido canforico può essere preparato mediante ossidazione della canfora con l'acido nitrico.

## Usi clinici
Per via interna si usa alle dosi di 0,5 g più volte al giorno; in cachets, in capsule gelatinose, di rado in soluzioni idro-alcooliche. la dose massima è di 4 g al giorno. Contro i sudori notturni 1-2 g in una sola volta ed alla sera.Per uso sterno si usano soluzioni idroalcooliche (alcool 11%) 2-6% per inalazioni; soluzione acquosa (0,5-1,0%) per lozioni nelle malattie catarrali del naso, laringe, faringe, come anche per irrigazioni vescicali.